# Ptenopus garrulus
Ptenopus garrulus es una especie de gecko que pertenece a la familia Gekkonidae. Es una especie nocturna, nativa de África del Sur.

## Distribución y hábitat
Su área de distribución incluye Sudáfrica, Namibia, Botsuana y Zimbabue.
Su hábitat natural se compone de zonas áridas.

## Taxonomía
Se recononcen las siguientes subespecies:
- Ptenopus garrulus maculatus Gray, 1866
- Ptenopus garrulus garrulus (Smith, 1849)